# Тадоцу

Тадо́цу (яп. 多度津町, たどつちょう, МФА: [tadot͡su t͡ɕoː]?) — містечко в Японії, в повіті Накатадо префектури Каґава. Розташоване в північно-західній частині префектури. Отримало статус містечка 1890 року. Площа становить 24,34 км². Станом на 1 липня 2012 року населення складало 23 263  осіб, густота населення — 956 осіб/км².   